# 令状
令状（れいじょう、英語: warrant）とは、強制処分を裁判官または裁判所が行うよう命じ、あるいは捜査機関等がこれを行うことを許可する旨の裁判書（さいばんがき。裁判を記載した書面）。司法警察職員の隠語では、令状を総称して、また逮捕状の意味で「フダ」（札）とも呼ぶ。

## 概説
広く令状には命令状としての性質を有するものと許可状としての性質を有するものがある。
命令状としての性質を有する令状
命令状とは裁判官または裁判所が一定の強制処分を行うよう命じる裁判に基づく裁判書である。
命令状の場合には「執行」を観念しうる。また、命令状の場合には執行に当たる者に対して執行の義務を生じる。
許可状としての性質を有する令状
許可状とは裁判官または裁判所が捜査機関その他の者に対して一定の強制処分を行う権限を付与する裁判に基づく裁判書である。
許可状の場合には裁判の「執行」にはあたらない。また、許可状の場合には事情により強制処分を行わずに済ませることもできる。

## 令状主義
令状主義（れいじょうしゅぎ）とは、捜査機関が一定の行為を行う場合には裁判官が事前に発した令状に基づかなければならないという原則である。
令状主義は英米法に由来するもので、無差別一般令状を禁止する意味を有し、証拠収集による捜査活動と私生活圏の保護の調整を図る趣旨である。

### 日本の刑事手続
逮捕状については、命令状説と許可状説があるが、刑事訴訟法199条は「逮捕することができる」としており、逮捕の必要性がなくなれば、当然に逮捕すべきでないとみるべきといった理由から、許可状説が通説である。逮捕状にも、これに基づき「上記の被疑事実により、被疑者を逮捕することを許可する。」と明記されている。
令状主義の例外は「現行犯として逮捕される場合」である。刑事訴訟法は、これを受けて、逮捕状に基づく逮捕（通常逮捕、同法199条）および現行犯逮捕（同法212条1項、213条）の手続を定めている。
刑事訴訟法は、このほかに準現行犯逮捕（同法212条2項、213条）と緊急逮捕（同法210条）を規定する。これらは日本国憲法に直接の規定がないため、違憲の疑いがあるとの指摘をする学説もあるが、判例は、現行法上の緊急逮捕は日本国憲法第33条の趣旨に反するものではないとする（最高裁大法廷昭和30年12月14日判決 刑集9巻13号2760頁）。

#### 私生活の平穏、財産権の制約－差押え、捜索、検証
日本国憲法第35条第1項は「何人も、その住居、書類及び所持品について、侵入、捜索及び押収を受けることのない権利は、第三十三条の場合を除いては、正当な理由に基いて発せられ、且つ捜索する場所及び押収する物を明示する令状がなければ、侵されない。」とし、第2項は「捜索又は押収は、権限を有する司法官憲が発する各別の令状により、これを行ふ。」とする。
差押え、捜索、検証の令状についても命令状説と許可状説があるが、捜査機関に令状の執行義務はなく処分の必要がなくなれば返還すればよいとされていることから、許可状説が通説である。実務上も「捜索・差押え・検証許可状」という名称である。具体的には捜索差押許可状（俗に「ガサ状」とも）や鑑定処分許可状などがこれにあたる。
差押え、捜索、検証についての令状主義の例外には次の3つがある。
逮捕の際の差押え、捜索、検証
憲法第35条は「第三十三条の場合を除いては」としており、現行犯および令状逮捕の際にそれに伴う差押え・捜索・検証には憲法上令状を必要としない。刑事訴訟法は、これを受けて、令状に基づいて捜査機関が行う捜索・差押等（同法218条）のほか逮捕の場合における令状によらない捜索・差押等（同法220条）の手続を定めている。
他の適法な強制処分に付随・包含するもので新たな法益侵害というに足りない場合。
被疑者の指紋の採取や身長の測定などである。
処分を受ける者が同意・承諾している場合
同意・承諾があっても令状によらない身柄の拘禁や抑留は許されないが、権利者の同意・承諾があれば捜索や押収は許される。
なお、行政機関が行う臨検、捜索または差押えにも令状主義がとられていることがある（金融商品取引法211条など）。

#### 高い発付率
検察官または司法警察員による令状発付の請求が、裁判所で認められる確率は『自動販売機』と揶揄されるほど非常に高く、却下率は2011年（平成23年）度の統計で1%強である。

#### 不服申立手段の制限
被疑者またはその弁護人は令状発付（逮捕状を除く）に対し準抗告を申し立てることが可能だが、認められた例は少ない。
ある強姦被疑事件で裁判官が弁護人の準抗告を却下した後、判決で「全く認容される見通しがなかった」のに「被告人に変な期待を持たせると共に、検察官による公訴提起を招きよせる結果しか有しなかった。まさしく有害無益」と、準抗告の申立自体を批判したことさえあった。

#### 文書提出命令
捜査の際に違法があったとして国家賠償請求訴訟を提起した場合、令状または令状請求書を文書提出命令によって捜査機関に出させることができる。令状も令状請求書も民事訴訟法第220条3号（法律関係文書）に該当する。刑事訴訟法第47条但書きの「公益上の必要その他の事由」に公正な民事裁判の実現が該当すると考えると、その提出が「相当と認められる場合」とは何かが問題である。
最高裁第三小法廷決定平成16年5月25日は、その一般的な判断基準として
- 刑訴法47条所定の「訴訟に関する書類」に該当する文書について文書提出命令の申立てがされた場合であっても，当該文書が民訴法220条3号所定の法律関係文書に該当し，かつ，当該文書の保管者によるその提出の拒否が，民事訴訟における当該文書を取り調べる必要性の有無，程度，当該文書が開示されることによる被告人，被疑者等の名誉，プライバシーの侵害等の弊害発生のおそれの有無等の諸般の事情に照らし，当該保管者の有する裁量権の範囲を逸脱し，又は濫用するものであるときは，裁判所は，その提出を命ずることができる。

とした。
では令状または令状請求書についてはどうかというと、最高裁第二小法廷決定平成17年7月22日は、
- 民訴法220条3号所定の法律関係文書に該当することを理由としてされた捜索差押許可状の文書提出命令の申立てに対して，刑訴法47条に基づきその提出を拒否した所持者の判断は，本案訴訟において同許可状を証拠として取り調べる必要性が認められ，同許可状が開示されたとしても今後の捜査，公判に悪影響が生ずるとは考え難いなど判示の事情の下では，裁量権の範囲を逸脱し，又はこれを濫用したものというべきである。
- 民訴法220条3号所定の法律関係文書に該当することを理由としてされた捜索差押令状請求書の文書提出命令の申立てに対して，刑訴法47条に基づきその提出を拒否した所持者の判断は，本案訴訟において同請求書を証拠として取り調べる必要性は認められるものの，被疑事件につき，いまだ被疑者の検挙に至っておらず，現在も捜査が継続中であって，同請求書には捜査の秘密にかかわる事項や被害者等のプライバシーに属する事項が記載されている蓋然性が高いなど，同請求書を開示することによって，被疑事件の今後の捜査及び公判に悪影響が生じたり，関係者のプライバシーが侵害されたりする具体的なおそれが存するという事情の下では，裁量権の範囲を逸脱し，又はこれを濫用したものとはいえない。

とした。

### アメリカの刑事手続
逮捕については、アメリカ合衆国でも『令状主義』が原則であるが、アメリカ合衆国憲法では厳格な令状主義がとられておらず、合衆国最高裁判所が、重罪（felony）については、犯人であると信ずる「相当な理由」（Probable cause）があれば令状なく逮捕できるとしているため、実際には、原則と例外が逆転しており、逮捕（Arrest）のほとんどは、無令状逮捕（arrest without warrant）である。
ただし、アメリカ合衆国の刑事手続では、逮捕後24時間以内（州によっては最大72時間以内）に捜査を終了させ、身柄を裁判所に引き渡す必要がある。アメリカ合衆国の刑事手続では、逮捕は比較的緩やかな基準で許容される一方、逮捕後には直ちに裁判所が関与して、身柄拘束の正当性が審査されるという制度が採られている。
捜査機関による捜索・差押えも、令状によるのが原則であるが、緊急性のある場合、プレインビューなど、例外的に令状によらない捜索・差押えが認められている。

### 国際刑事裁判所の刑事手続
国際刑事裁判所の刑事手続では、予審裁判部が、検察官の要請により、捜査のために必要とされる命令及び令状を発する権限を有する（国際刑事裁判所に関するローマ規程第57条3）。
被疑者の身柄確保は、捜査の開始後、検察官の請求により予審裁判部が被疑者に係る逮捕状を発付して行う（国際刑事裁判所に関するローマ規程第58条1）。ただし、逮捕状の執行は被請求国の司法制度が機能している限りは、国際刑事裁判所への国際協力・司法上の援助として実行される。
また、証人や物的証拠の確保についても各国への国際刑事裁判所の要請により実現されることになっている（国際刑事裁判所に関するローマ規程第9部）。